# Nyodes pelletieri
Nyodes pelletieri là một loài bướm đêm trong họ Noctuidae.